# Oktjabr'skij rajon (Oblast' di Čeljabinsk)
L'Oktjabr'skij rajon (in russo Октябрьский район?) è un rajon dell'oblast' di Čeljabinsk, nella Russia asiatica; il capoluogo è Oktjabr'skoe. Istituito il 10 maggio 1935, ricopre una superficie di 4.356 chilometri quadrati e consta di una popolazione di circa 18.400 abitanti.